# Comparettia pulchella
Comparettia pulchella är en orkidéart som beskrevs av Rudolf Schlechter. Comparettia pulchella ingår i släktet Comparettia, och familjen orkidéer.
Artens utbredningsområde är Colombia. Inga underarter finns listade i Catalogue of Life.